# Jean-Michel Blanquer
Pour les articles homonymes, voir Blanquer.
Jean-Michel Blanquer, né le 4 décembre 1964 à Paris, est un universitaire, haut fonctionnaire et homme politique français.
Enseignant-chercheur en droit, il devient directeur de l'Institut des hautes études de l'Amérique latine (IHEAL, Université Paris III), puis recteur d'académie. Il est ensuite directeur adjoint du cabinet du ministre de l’Éducation nationale, de l’Enseignement supérieur et de la Recherche Gilles de Robien (gouvernement de Villepin), puis directeur général de l'enseignement scolaire auprès du ministre de l'Éducation nationale Luc Chatel sous la présidence de Nicolas Sarkozy, et directeur général de l'École supérieure des sciences économiques et commerciales (ESSEC).
Il est nommé ministre de l’Éducation nationale et de la Jeunesse en mai 2017, dans les gouvernements d'Édouard Philippe d'abord, puis entre 2020 et 2022 au sein du gouvernement Jean Castex, avec l'attribution des Sports. Il est remplacé le 20 mai 2022 par Pap Ndiaye à l’occasion du nouveau gouvernement conduit par Élisabeth Borne. Éliminé lors du premier tour des élections législatives de 2022, il se retire de la vie politique et devient professeur de droit public à l'université Paris II.

## Situation personnelle

### Famille
Jean-Michel Blanquer naît le 4 décembre 1964 dans le 8e arrondissement de Paris, du mariage de Roland Blanquer, avocat, personnalité de la communauté pied-noir, et d'Anne-Marie Vendeuil (1932-2024), enseignante. Il grandit à Paris, où sa famille habite boulevard Haussmann.
Il est père de quatre enfants. Ses trois premiers enfants sont issus de son premier mariage en 1991 avec Sophie de Puybaudet,, dont il divorce en 2012,. Après quatorze ans de relation, iI se marie en juillet 2018 en secondes noces avec son ancienne élève à l'Institut d'études politiques de Lille, Aurélia Devos, vice-procureure et cheffe de section auprès du tribunal de grande instance de Paris ; le couple se sépare en 2020. À compter de février 2020, il partage sa vie avec Anna Cabana, journaliste et essayiste,, qu'il épouse en janvier 2022.

### Études et diplômes
Il effectue à partir du CM1 toute sa scolarité au collège Stanislas, établissement privé catholique situé dans le 6e arrondissement de Paris. En 1982, il y obtient un baccalauréat B. Durant ces années, il se lie d'amitié avec François Baroin, très proche de Jacques Chirac et qui deviendra après la victoire de ce dernier à l'élection présidentielle de 1995, secrétaire d'État auprès du Premier ministre et porte-parole du premier gouvernement Alain Juppé.
En 1985, aux côtés de François Baroin et Richard Senghor (petit-neveu du président sénégalais Léopold Sédar Senghor), il crée l'Association pour la Déclaration du 26 août 1989 (AD 89) qui réunit pendant 4 ans plus de 500 jeunes de tous les continents pour rédiger et proposer une nouvelle déclaration des Droits de l'Homme et du Citoyen dans la perspective du bicentenaire de la révolution de 1789.
En 1991-1992, il est étudiant à l'université Harvard, grâce à la bourse d'excellence Lavoisier du ministère des Affaires étrangères.
Il est titulaire d'un diplôme d'études approfondies (DEA) de droit public, d'une maîtrise de philosophie, d'un second DEA en science politique (IEP Paris, 1989),. Il devient ensuite docteur en droit (université Panthéon-Assas, 1993), puis agrégé de droit public (1996).
Comme son ami François Baroin, Jean-Michel Blanquer est proche de la franc-maçonnerie ; il participe régulièrement à des événements de cette communauté dont il semble apprécié, mais déclare ne jamais avoir pris le temps d'être initié.

## Parcours professionnel

### Attaché d'enseignement et de recherche
Entre 1989 et 1991, Jean-Michel Blanquer est chercheur coopérant à l’Institut français d'études andines à Bogota, en Colombie, où il part sans parler un mot d'espagnol et publie à cette occasion une étude en langue espagnole sur la décentralisation en Colombie. Il est attaché temporaire d'enseignement et de recherche à l’université Panthéon-Assas de 1992 à 1994, puis maître de conférences en droit public à l’université de Tours. En 1996, il devient professeur agrégé de droit public à l’Institut d'études politiques de Lille, où il se lie d'amitié avec le futur directeur de l'institut, Pierre Mathiot et plusieurs professeurs dont Olivier Beaud. De 1996 à 1998, il est également professeur à l'université Lille-II.

### Directeur de l'IHEAL
En 1998, il est élu directeur de l'Institut des hautes études de l'Amérique latine (IHEAL) de l'université Paris III Sorbonne-Nouvelle, et y enseigne le droit constitutionnel, la théorie du droit et le droit communautaire. À ce titre, il travaille à multiplier les partenariats et implique en particulier l'IHEAL dans la création de la chaire d'études mexicaines, inaugurée en mai 2000 à Université Toulouse le Mirail, la chaire d'étude chiliennes et la chaire d'études colombiennes inaugurées en janvier et mars 2002. Aux côtés de Candido Mendes et d'Edgar Morin il contribue également à la fondation de l'académie de la Latinité en mars 2000.

### Recteur d'académie
Il est nommé recteur de l'académie de la Guyane en juillet 2004. À ce poste, il met en œuvre l’Observatoire de la Non Scolarisation (ONS) à l'issue d'une assemblée générale constitutive le 1er janvier 2005 pour améliorer la scolarisation de tous les enfants du département. Au cours d'un de ses déplacements, il échappe à la noyade lors de l'accident de la pirogue qui le transporte avec 15 personnes sur le Maroni. En 2006, il est appelé comme directeur adjoint du cabinet du ministre de l’Éducation nationale, de l’Enseignement supérieur et de la Recherche, Gilles de Robien, puis le 21 mars 2007 il est nommé recteur de l’académie de Créteil par Jacques Chirac. Sous sa direction, et avec l'appui du ministre Xavier Darcos, cette académie constitue un laboratoire où sont poursuivies des expérimentations telles que les microlycées pour les décrocheurs, la « coloration » des classes de sixième dans les collèges de mauvaise réputation et l'internat d'excellence de Sourdun qu'il qualifie lui-même d'« utopie éducative concrète », et qu'il est chargé de développer en France.

### Directeur général de l'Enseignement scolaire
Le 23 décembre 2009, il est nommé directeur général de l'Enseignement scolaire (DGESCO) de Luc Chatel au ministère de l'Éducation nationale. Il est alors chargé d'élaborer et de mettre en œuvre la politique relative aux écoles, aux collèges ainsi qu'aux lycées généraux et professionnels. Il souhaite alors donner la priorité à la consolidation des savoirs fondamentaux, et met en œuvre à l’automne 2011, le projet de repérage à la maternelle des élèves présentant des risques lors des apprentissages, dont il est l'inspirateur, provoque un tollé chez les syndicats. Il déclare cependant que « les professeurs sont en attente d'un outil comme ça », le projet s'inscrivant à ses yeux dans le plan de lutte contre l'illettrisme.
Il est alors, selon les mots de Saïd Benmouffok, « le fil conducteur de la politique éducative du sarkozysme. D’ailleurs, on le surnomme à l’époque le « ministre bis », puisqu’il est en contact avec l’Élysée et s’autorise à prendre les devants sur de nombreux sujets sans passer par son ministre de tutelle. Il est l’homme fort de la droite à l’éducation, bien plus que les ministres successifs. Blanquer est bien celui qui a conduit l’essentiel des réformes » du quinquennat Sarkozy, et organise notamment la suppression de 80 000 postes d’enseignants entre 2007 et 2012, ainsi que de l'année de stage qui permettait aux enseignants de découvrir le métier avec un temps de travail réduit la première année assorti d'un système de tutorat et de formation continue.
Jean-Michel Blanquer aura aussi été l'homme qui aura sacrifié le « fonds social lycéen » (une bourse pour aider les élèves les plus modestes à se payer la cantine ou des lunettes), diminuant sa dotation de 73 à 32 millions d'euros en dix ans, avec une première baisse sous Robien (dont Blanquer était directeur adjoint de cabinet), et une seconde en tant que directeur des programmes.

### Directeur général de l'ESSEC
Après avoir quitté le ministère le 21 novembre 2012, il tente une candidature infructueuse à la direction de l'IEP de Paris. Il fait partie des trois candidats, sur 32 prétendants, retenus par le comité de recherche. Selon Patrick Fauconnier du Nouvel Obs, des universitaires membres des conseils de Sciences Po auraient subi des pressions pour voter Frédéric Mion. Jean-Michel Blanquer obtient 14 voix, dont le soutien de l'UNEF, en ne proposant pas de projet d'« école d’affaires publiques ou de gouvernement » à Sciences Po contrairement à Frédéric Mion qui recueille 15 voix. Selon Anne-Sophie Mercier du Canard enchaîné, Jean-Michel Blanquer était considéré « réac » et « trop à droite ».
Il se porte candidat à la direction générale de l'ESSEC (École supérieure des sciences économiques et commerciales), prestigieuse école de commerce privée de région parisienne et le 16 mai 2013 le comité de recherche retient à l'unanimité sa candidature. Il prend ses fonctions le 1er juillet 2013 et présente le 11 février 2014 le plan stratégique «Essec 3i» pour amplifier les innovations pédagogiques et développer un partenariat avec Centrale Paris. Le 4 mai 2015, l'ESSEC inaugure un nouveau campus à Singapour pour être au cœur de l'Asie Pacifique.
L'ambition politique de Jean-Michel Blanquer n'est cependant pas terminée, et celui-ci propose ouvertement ses services aux candidats de droite de la présidentielle suivante, synthétisant son projet dans un livre, L'École de demain : Propositions pour une Éducation nationale rénovée. Le futur ministre y dévoile sa pensée et son ambition : « le but de toute la démarche est la recherche de la performance. Pour y parvenir, il est nécessaire d’aller vers une plus grande responsabilisation des acteurs. Comment faire ? En passant par la contractualisation à tous les étages ». Le chef d’établissement a des pouvoirs accrus et devient « véritablement le patron de son établissement », « les résultats des élèves deviennent le critère majeur d’évaluation » des enseignants. Une agence extérieure mesure l’efficacité des équipes pédagogiques, les résultats sont « communiqués aux familles qui peuvent comparer les établissements mis en concurrence et choisir les plus performants. ». Plusieurs lecteurs y voient l'alignement de l'éducation sur le système entrepreneurial néo-libéral.
Il est à cette époque aussi décrit comme proche d'Alain Juppé et du think tank Institut Montaigne (« qui a toujours défendu un courant libéral de l’enseignement »). En 2015, il est invité par Sens commun, organisation proche de La Manif pour tous, à une table ronde à Marseille sur le thème de la réformabilité de l’école, mais déclarant finalement ne pas pouvoir s'y rendre, il se prête à une interview filmée. À la même période, il intervient régulièrement sur les sites réputés très à droite Causeur.fr et SOS Éducation, mais les articles seront supprimés des sites web à son retour au gouvernement. À la suite, de la présentation de son livre L'École de demain sur Europe 1, le 15 novembre 2016, il rencontre Brigitte Macron puis le candidat.

### Véolia
En 2023, il fonde l'association Terra Academia dont l'objectif est la création d'écoles dédiées à la transformation écologique avec l'appui de l'entreprise Veolia. En mars 2024, l'association inaugure son premier campus à Arras et en octobre de la même année celui de Paris.

## Parcours politique

### Ministre de l'Éducation nationale

#### Nomination
Il est nommé ministre de l'Éducation nationale dans le premier gouvernement Philippe le 17 mai 2017, le portefeuille de la Jeunesse fait partie de ses attribution dès mai 2017 mais n'est ajouté à son titre que le 16 octobre 2018,. Il est le ministre de l'Éducation nationale resté le plus longtemps en poste sous la Ve République,.
Il annonce être membre de La République en marche en octobre 2017.
Pendant plusieurs mois[Quand ?], Éric Dupond-Moretti a mené une enquête pour savoir qui l'avait indiscrètement qualifié de "King-Kong en laisse", lors d'un déjeuner de presse, expression reprise jusque dans les médias par les journalistes, dont il n'avait pas voulu révéler sa conclusion. Selon Le Point et Sud-Ouest, le ministre aurait glissé qu'il s'agissait de Jean Michel Blanquer, ancien ministre de l'éducation nationale

#### Composition du cabinet
Son directeur de cabinet est Christophe Kerrero, ancien membre du cabinet de Luc Chatel au ministère de l'Éducation nationale et membre du lobby néo-libéral l'iFRAP. Son directeur adjoint de cabinet est Raphaël Muller, normalien, son ancien directeur de la communication à l'ESSEC, et son chef de cabinet est Christophe Pacohil, qui occupait le même poste auprès de François Baroin au ministère de l'Économie.

#### Principales actions, mesures et réformes

##### Réforme de l’école primaire
Ses premières mesures au ministère (notamment, le dédoublement des classes de CP dans le réseau d'éducation prioritaire) sont reçues avec enthousiasme par une partie de l'opinion, mais beaucoup de personnes interrogées doutent encore de ses capacités à réformer efficacement l'Éducation nationale dans un contexte budgétaire étriqué. Cette réforme, considérée comme un des piliers de l'action du ministre et coûtant plusieurs milliers de postes, fera finalement l'objet d'une évaluation défavorable dans deux notes de la Direction de l'évaluation, de la prospective et de la performance (DEPP), pointant que « les progrès sont maigres voire inexistants ».
Peu avant la rentrée des classes 2017, il affirme vouloir que les enseignants s’appuient sur la méthode syllabique pour l'apprentissage de la lecture, et non pas sur la méthode globale, ce qui entraîne de fortes contestations parmi les syndicats d'enseignants.
En 2021, la Direction de l’Évaluation, de la Prospective et de la Performance (DEPP) publie une évaluation de l’impact de la réforme de l’école primaire sur les résultats des élèves et les pratiques des enseignants. Ce rapport conclut : « l’impact mesuré sur les compétences des élèves en français et en mathématiques confirme la tendance observée dans la littérature scientifique internationale, à savoir des effets positifs : en fin de CE1, soit après deux années de scolarisation en classe réduite, les élèves de REP+ ont des résultats supérieurs aux élèves scolarisés dans des écoles ayant des caractéristiques similaires, mais n’ayant pas bénéficié de la réforme. Ces effets sont statistiquement significatifs. Ils sont équivalents à 16 % de l’écart observé en début de CP entre le groupe REP+ et le groupe hors éducation prioritaire en français et 38 % en mathématiques. Ce dispositif favorise donc la réduction des inégalités sociales à l’école. »

##### Réforme du collège
La première action de Jean-Michel Blanquer est de revenir sur une partie de la réforme du collège de la ministre de l'Éducation nationale précédente, Najat Vallaud-Belkacem, en publiant un décret qui rétablit les classes bilingues, renforce les langues anciennes, rend facultatifs les enseignements pratiques interdisciplinaires et augmente l'autonomie des établissements.
En décembre 2017, il annonce compter renforcer l'interdiction du téléphone portable dans les écoles et collèges dès la rentrée 2018, ce qui soulève les questions de sa difficulté d'application mais suscite l’adhésion des professeurs,.

##### Réforme du lycée
En 2018, il mène une vaste réforme du lycée général et professionnel, ce qui entraîne des tensions avec la communauté éducative car vivement critiquée par le corps professoral ainsi que les syndicats lycéens.
La réforme consiste à supprimer les séries générales — économie et social (ES), littéraire (L), scientifique (S) —, abandonnées en faveur d'un système articulant disciplines communes (obligatoires) et disciplines d'enseignement de spécialité (trois au choix en première, deux en terminale au choix parmi celles déjà pratiquées en première). De plus, certains enseignements qui faisaient jusque-là partie du « tronc commun » des enseignements le quittent, tel l'enseignement des mathématiques qui devient une spécialité.
En septembre 2018, il annonce la suppression de 1 800 postes dans l'enseignement secondaire sur les postes administratifs, amorçant une tendance opposée à l'évolution de la démographie scolaire puisque le nombre d'élèves devrait croître de 170 000 élèves entre les rentrées 2017 et 2022.

##### Confinement et gestion de la pandémie de Covid-19
Son passage au gouvernement est également marqué par la fermeture des établissements scolaires dans le cadre de la pandémie de Covid-19. Durant cette période, il est mis en place des outils de travail à distance, après une formation personnelle de chaque professeur sur son temps libre, tandis que les épreuves du baccalauréat et du diplôme national du brevet sont remplacées par un contrôle continu. Cependant, lorsqu'il annonce le 21 avril son plan de déconfinement pour les établissements d'enseignement, il prend de court le Premier ministre : « Blanquer a fait ses annonces alors que les arbitrages n’avaient pas été validés avec Matignon et qu’on lui avait demandé de ne pas communiquer sur ce sujet »,,.
En 2020, il remplace par décret le Conseil national d'évaluation du système scolaire (Cnesco), institution parlementaire indépendante, par le Conseil d’évaluation de l’école (CEE), qui dépend directement et intégralement du Ministère, permettant donc au ministre d'évaluer lui-même l'efficacité de sa politique.
Peu après, il fusionne l’IGEN (inspection pédagogique) avec l’IGAENR (versant administratif) et créée l’IGESR, un corps d'inspection désormais cantonné aux missions de contrôle et d’évaluation.
Il adopte dès le 11 mai 2020 la position de non fermeture des écoles, collèges et lycées, même en cas de reconfinement.
En parallèle, il met en place le dispositif « Vacances apprenantes » qui permet à 60 000 enfants de partir en « colonies de vacances apprenantes » et à 250 000 enfants de bénéficier de « l’École ouverte ».
En juillet 2020, alors que le sort du cabinet ministériel est incertain du fait de la gestion de la crise COVID, il fait nommer préventivement son directeur de cabinet Christophe Kerrero au prestigieux poste de « Recteur de la région académique d'Île-de-France, recteur de l'académie de Paris, chancelier des universités de Paris et d'Île-de-France », alors que celui-ci n'est « ni chercheur, ni professeur d'université, ni docteur, ni ne dispose d'aucun titre ou parcours justifiant un tel poste, ce qui est une franche rupture avec la tradition ».

##### Autres propositions
En octobre 2019, il prend position sur le port du voile dans la société française, alimentant une polémique, jusqu'au sein de la majorité gouvernementale.
Il annonce dans le même temps une consultation des 850 000 enseignants du primaire et du secondaire. Cette consultation prend la forme d'un questionnaire en ligne réalisé par l'institut de sondage privé OpinionWay, dont les résultats doivent être transmis au Conseil scientifique de l'Éducation nationale,.

#### Grenelle de l'Éducation
En 2021, le ministère engage le Grenelle de l’éducation, une concertation autour de quatre leviers prioritaires : reconnaissance, coopération, ouverture et protection des valeurs de la République. Le 16 mai 2021, les conclusions de la Conférence du Grenelle de l’Éducation sont présentées, introduisant 12 engagements pour renforcer le service public de l'éducation.

#### Bilan au Ministère

##### Couverture médiatique
Ses mesures font l'objet d'une importante couverture médiatique : sur l'année 2017, son nom a ainsi été cité dans 1 138 articles de presse, bien plus que n'importe quel autre ministre de son rang ; certains journalistes ont vu cette surmédiatisation comme une tactique consistant à « jouer l'opinion publique contre son administration ».
D’août 2018 à juillet 2019, il est la deuxième personnalité politique la plus présente dans les matinales, avec 47 passages, derrière Yannick Jadot.
En août 2019, un sondage Odoxa fait état d'une forte baisse de sa popularité, indiquant que 46 % des Français ont une bonne opinion de lui, soit 16 points de moins que dix-huit mois plus tôt. Le même sondage indique que ses réformes sont soutenues par l’opinion publique, excepté la réforme du lycée et du bac.
Début 2021, « dans le halo du discours généralement laudatif qui, en dépit d’un net refroidissement de ses relations avec les enseignants, entoure le ministre de l’éducation », paraissent trois ouvrages signés par des enseignants : Cas d'école - Histoires d'enseignants ordinaires de Remedium, professeur des écoles en Seine-Saint-Denis, Jean-Michel Blanquer, l’Attila des écoles de Pascal Bouchard, agrégé de lettres, et Le Fiasco Blanquer de Saïd Benmouffok, agrégé de philosophie et conseiller éducation d’Anne Hidalgo, évoquant le mal-être enseignant et synthétisant les trois années du ministère Blanquer à l’Éducation Nationale, qualifiées d'« échec »et d'« entreprise de maltraitance généralisée ». Le 17 février 2022, Luc Cédelle, journaliste au journal Le Monde publie un ouvrage intitulé Le système Blanquer, qui propose une analyse du discours de Jean-Michel Blanquer sur l’école et la société.

##### Bilan
En mars 2022, la commission de la Culture et de l’Éducation du Sénat publie un bilan du mandat Blanquer, extrêmement critique. Pour les sénateurs, « dans de nombreux cas la mise en œuvre de ses réformes donne l'impression d'une politique publique menée dans la précipitation, à la mise en œuvre mal accompagnée. […] Au final, de nombreux objectifs n'ont pas été atteints, conduisant à un sentiment de "naviguer à vue", de "génération d'élèves cobayes" ou à une déception pour le monde enseignant ». Sont notamment pointés la réforme du lycée (« mise en œuvre de façon précipitée » et sans aucune préparation ni formation des enseignants), le dédoublement des classes de CP et CE1 en REP (qui n'a pas atteint son objectif), ou encore le fait qu'avec la réforme, seuls 59 % des lycéens étudient désormais les mathématiques, contre 90 % avant la réforme, avec une proportion de lycéennes choisissant la spécialité mathématiques en chute nette et de fait une aggravation des inégalités de genre en mathématiques au lycée, « anéantissant brutalement plus de vingt-cinq ans d’efforts », selon des associations et sociétés savantes de mathématiques (SMF, Apmep, UPS, Femmes et mathématiques et Irem notamment).
Le 20 mai 2022, Pap Ndiaye lui succède. Il est l'une des neuf personnalités à avoir participé à l'ensemble des gouvernements sous la première présidence d'Emmanuel Macron. Jean Michel Blanquer est le ministre de la Ve République ayant passé le plus de temps à la tête du ministère de l’Éducation nationale.
Le rapport Pirls 2021, publié en mai 2023, qui mesure les performances en compréhension de l’écrit des élèves en fin de quatrième année de scolarité obligatoire (CM1 en France), compare la position de la France à celle de ses homologues européens. Il indique qu’ « après quinze années de baisse continue de la performance globale française, et dans le contexte particulier lié à la pandémie mondiale de COVID-19, le score de la France enregistre une stabilité en 2021, là où la grande majorité des pays de l’Union européenne affichent une baisse statistiquement significative, en moyenne de 11 points par rapport à 2016. »

### Parcours législatif

#### Élections régionales de 2021
Il est pressenti début 2021 pour mener la liste LREM aux élections régionales d'Île-de-France mais il préfère renoncer au profit de la candidature de Laurent Saint-Martin. Il tente ensuite en vain début 2022 de se substituer à Béatrice Piron, députée de la 3e circonscription des Yvelines, mais celle-ci refuse de se désister.

#### Élections législatives de 2022
Il est candidat aux élections législatives de 2022 dans la quatrième circonscription du Loiret avec l'investiture de la coalition Ensemble (LREM). Arrivé en troisième position, il est éliminé au premier tour,, mais dépose un recours comportant une demande de réorganisation d’une nouvelle élection dans la circonscription, et dénonçant des « contenus sponsorisés » et des « tracts diffamatoires » venant du candidat de la NUPES Bruno Nottin,,, qui est rejeté en janvier 2023 par le Conseil constitutionnel,.
Durant la campagne, il est insulté et aspergé de mousse à raser par deux enseignants du secondaire à l'occasion d'un tractage au marché de Montargis. Le procureur a ouvert une enquête pour violences volontaires aggravées.

### Après la politique
En octobre 2021, il lance le cercle de réflexion « Le Laboratoire de la République », qu’il préside.
Il enseigne à l'Université Paris II depuis la rentrée universitaire 2022 en qualité de professeur agrégé de droit public. Depuis 2023, il occupe la fonction d’avocat dans le cabinet d’affaires Earth Avocatet, en juin 2023, il crée Terra Academia, une «nouvelle école de la transition écologique», visant à ouvrir quinze établissements dans les villes moyennes françaises.
Il est signataire de l'appel lancé le 20 février 2025 par le magazine Le Point sous l'intitulé « Halte aux campagnes de désinformation et de dénigrement menées sur Wikipédia »,.

## Controverses

### Le système des dépouilles
Il est le seul membre du gouvernement à avoir pratiqué le système des dépouilles annoncé par Emmanuel Macron au cours de sa campagne (changement d'une grande partie des directeurs d’administration centrale après une élection présidentielle). En effet, au moment de son arrivée, le ministre aurait rencontré tous ses directeurs et laissé à chacun la possibilité de s’associer ou non à sa ligne politique. Il procède notamment au remplacement du directeur général de l’enseignement scolaire (DGESco), un poste clé de son administration ; L'Opinion indique : « S’il a pu le faire, c’est qu’il connaît « la maison ». Et qu’il avait sous la main les hommes de rechange. Par ailleurs, il a fait l’inverse de ses prédécesseurs, qui à leur arrivée « faisaient tourner » les recteurs d’académie, mais laissaient en place la plupart des directeurs ». Pour Saïd Benmouffok, auteur du livre Le Fiasco Blanquer, en 2021 et conseiller à l’éducation de la Mairie de Paris, « il connait ses rouages par cœur et sait où sont les postes clés. C’est donc en stratège qu’il y a nommé des alliés, désamorçant tout contre-pouvoir en interne, toute autonomie des acteurs institutionnels ». Il modifie également par décret les règles de nomination des recteurs : désormais 40 % d’entre eux ne sont plus obligés d’être des universitaires pour postuler, ce qui lui permet de nommer plusieurs de ses collaborateurs à ce poste stratégique, comme Charline Avenel à la tête de l'académie de Versailles, la plus importante de France,.

### DGESCO
En décembre 2019, un rapport d’audit fait état de gros problèmes à la Direction Générale de l'Enseignement Scolaire (DGESCO). Une tribune anonyme évoque « une pression constante, des consultations médicales qui explosent, les postes vacants se multiplient… » En mai 2020, un groupe d’enseignants, de chercheurs, d’inspecteurs généraux, de directeurs académiques et de hauts cadres de l’administration centrale signe, sous la plume du SNUipp, une tribune publique dans laquelle on peut lire : « Dans ce climat aux ordres, le cabinet ministériel manie contrôles, censures, dans un management autoritaire fondé sur la suspicion, la menace, le verrouillage de toute expression qui ne serait pas « dans la ligne ». Les recteurs et les directeurs d’académie sont convoqués pour une grand-messe qui nie leur marge d’autonomie et d’expertise. Ces procédés sont inédits, jamais vus à ce niveau dans l’école de la République ».

### La Grève des stylos rouges
À partir de la rentrée 2018, un mouvement de contestation intervient contre son action. La réforme du lycée et du baccalauréat, la loi pour « une école de la confiance » et l'absence de revalorisation salariale sont au centre de la contestation. Le mouvement prend au début une tournure classique, s’organisant autour des syndicats enseignants et lycéens, mais, sur le modèle du mouvement des Gilets jaunes, des enseignants mènent ensuite des actions sous l'appellation des « Stylos rouges ». Lors des épreuves du baccalauréat de 2019, pour la première fois depuis la création du baccalauréat, des enseignants convoqués pour assurer la surveillance des épreuves se mettent en grève. Ne recevant pas de proposition de discussion, une partie des enseignants correcteurs du baccalauréat décident alors de ne pas saisir les notes dans le logiciel de remontée au niveau national. La veille des résultats du baccalauréat, environ 80 000 copies manquent selon le secrétaire d'État auprès du ministre de l’Éducation nationale, entraînant des dysfonctionnements dans les jurys. Afin que tous les élèves puissent avoir leurs résultats le 5 juillet, Jean-Michel Blanquer demande que les notes du contrôle continu issues du livret scolaire soient utilisées pour attribuer les notes manquantes.

### La controverse du passé simple
Le 15 avril 2018, Jean-Michel Blanquer publie une tribune intitulée Le passé simple, une exigence de justice sociale. Il y exprime l'exigence que les élèves maîtrisent les temps de conjugaison, notamment le passé simple au niveau de la classe de sixième pour ne pas « [priver] ainsi certains enfants de pans entiers de notre littérature et même d'une vision complète de la richesse de notre langue ».
Le 20 novembre 2018, lors de son passage dans l'émission Au tableau !!! sur la chaîne C8, il échoue à conjuguer le verbe « courir » au passé-simple : il propose « je couru » (au lieu de « je courus ») et « il/elle courra » (au lieu de « il/elle courut »). Il est corrigé en direct par les jeunes élèves qui participent à l'émission.

### Cas d'école
Cas d'école - Histoires d'enseignants ordinaires est une bande dessinée de Remedium parue le 2 septembre 2020, dont plusieurs épisodes ont été prépubliés sur Mediapart. En octobre 2020, au lendemain de l'assassinat de Samuel Paty et d'un discours sur la liberté d'expression, Jean-Michel Blanquer menace par le biais de ses avocats le site d'un procès s'il ne retire pas un épisode qui retrace son parcours personnel.
L'auteur accepte à la demande d'Edwy Plenel de caviarder l'une des cases de l'épisode paru sur le site afin d'éviter à Mediapart un procès. Ce caviardage ne s'applique toutefois pas au livre, dont les dessins et le texte restent inchangés.

### Syndicat Avenir lycéen
En novembre 2020, Mediapart révèle que Jean-Michel Blanquer et son ministère ont attribué deux subventions de 65 000 euros en 2019 puis 30 000 euros en 2020 (le versement de cette dernière étant suspendu après les révélations) au syndicat lycéen pro-gouvernement « Avenir lycéen » lié aux Jeunes avec Macron, pour un congrès qui ne s'est pas tenu et de nombreuses dépenses (hôtels de luxe, restaurants étoilés, matériel électronique onéreux) injustifiées.
À la suite de ces révélations, le président du syndicat ainsi que sept dirigeants démissionnent. Le ministère annonce une enquête,. Mediapart publie ensuite les écrits prouvant que le ministère était au courant. Il révèle dans un autre article que le ministre était en contact avec des dirigeants du syndicat et qu'il a donné personnellement son approbation pour la création de l'association.
Ces accusations sont confortées par une enquête de Libération qui révèle que le syndicat a été créé par des proches du ministre pour contrecarrer la mobilisation contre la réforme du bac,.
La gauche a réclamé une enquête parlementaire,,, tandis que le parquet de Paris mène une enquête depuis décembre 2020 pour soupçons de « détournement de biens publics ».

### Circulaire contre l'écriture inclusive à l'école
Le 6 mai 2021, Jean-Michel Blanquer publie dans le Bulletin officiel de l’éducation nationale une circulaire « adressé[e] aux recteurs et rectrices d’académie ; aux directeurs et directrices de l’administration centrale », qui proscrit l'utilisation à l'école de l’écriture inclusive, notamment le point médian. J.-M. Blanquer explique que cette graphie fait courir « un risque énorme quant à la transmission du français »,. Le Monde note que sur ce sujet clivant, la décision « est surtout symbolique, car dans les faits l’écriture inclusive n’est pas enseignée en classe ». Télérama interprète cette démarche comme une manœuvre de diversion. L'historienne Éliane Viennot contredit le ministre en ce qui concerne le risque que ferait courir l'utilisation de l'écriture inclusive, en notant « qu’aucune étude n’atteste une seule de ses affirmations ». Le texte serait attaquable selon elle, mais ce type de document est le plus souvent ignoré.[pertinence contestée]

### La controverse sur «l'islamo-gauchisme»
En octobre 2020, après l'assassinat d'un professeur d'histoire-géographie par un terroriste islamiste, Jean-Michel Blanquer déclare publiquement que « l'islamo-gauchisme fait des ravages à l'université ». Selon lui, cette idéologie se propagerait dans l'enseignement supérieur,. Dans un communiqué, la Conférence des présidents d'université (CPU) rétorque au ministre de l'Éducation que les établissements universitaires ne sont pas des lieux de diffusion du fanatisme, mais des lieux de production et de transmission des savoirs,,. Fin octobre, dans une tribune publiée par le quotidien Le Monde, une centaine d'universitaires apportent leur soutien aux propos du ministre et affirment l'existence d'un essor d'une complaisance à l'égard de l'islamisme dans l'institution académique et d'un déni de la part d'une partie de leurs pairs. En novembre 2020, dans les colonnes du même journal, plus de deux mille universitaires et chercheurs signent une réplique dénonçant une « chasse aux sorcières » et défendant l'indépendance académique,,.
Le 17 février 2021, réagissant à l'utilisation politique faite de cette thématique, le CNRS indique dans un communiqué que l'expression « islamo-gauchisme » est un slogan circulant dans le débat public et qu'elle ne recouvre aucune réalité scientifique. La veille, la CPU a dénoncé un débat caricatural et des représentations réductrices. En opposition à la réprobation des deux institutions universitaires, Jean-Michel Blanquer reconnaît le défaut de scientificité de l'expression « islamo-gauchisme » et déclare qu'elle correspond à « un fait social indubitable ».
Jean-Michel Blanquer ouvre le 7 janvier 2022 un colloque sur « les dérives du déconstructionnisme », financé en partie par son ministère. Selon L’Humanité, plusieurs intervenants à ces deux journées se sont prononcés pour que seuls les prénoms « français » soient donnés en France.

### Ouverture des écoles et protocole sanitaire durant la fin de l'année 2019-20
Lors de la crise sanitaire de la Covid-19, Jean-Michel Blanquer n'est pas favorable à l'option de fermeture des établissements scolaires. Ainsi, le 5 mars 2020, il affirme que même en cas de circulation épidémique active, les écoles ne fermeront pas, ce qui est infirmé par l'allocution présidentielle du 12 mars. Le ministre se montre en faveur d'un retour des élèves à l'école dès fin avril, ce qui pèse ensuite dans la décision présidentielle de déconfiner rapidement le 11 mai[réf. nécessaire].

### Ouverture des écoles et protocole sanitaire durant l'année 2020-21
La décision de maintenir les établissements scolaires ouverts en novembre 2020 malgré le deuxième confinement émane en grande partie de M. Blanquer et divise alors l'opinion[réf. nécessaire]. Une contestation des élèves apparaît alors sur les réseaux sociaux[réf. nécessaire] ainsi que lors de manifestations dénonçant l'inexistence de gestes barrières, notamment à la cantine, malgré la situation grave et le prétendu protocole sanitaire renforcé. Les lycéens et professeurs obtiennent cependant du ministre l'autorisation d'un régime hybride en demi-groupes en lycée dès le 5 novembre.
En janvier 2021 encore, alors que se profile un troisième confinement et que de nombreux pays européens ont fermé les écoles pour de courtes durées, Jean-Michel Blanquer reste dans une logique de non-fermeture [réf. nécessaire]. Les écoles, collèges et lycées proposeront finalement des cours à la maison au mois d'avril 2021, ce qui participa à la baisse de nombre de cas de la troisième vague observée début mai.

### Ouverture des écoles et protocole sanitaire au début de l'année 2021-22
Le 28 juillet 2021 lors d’un interview sur la radio France Info, Jean-Michel Blanquer présente le protocole sanitaire pour la rentrée 2021. Il explique que ce protocole est basé sur « une logique très rationnelle en réalité […] : quand vous êtes vaccinés vous ne risquez pas de contaminer les autres alors que si vous n’êtes pas vacciné, vous faites courir ce risque. » Le jour même un article de vérification des faits publié par l'Agence France-Presse intitulée Être vacciné n'empêche pas de transmettre le virus du Covid-19 indiquait que « cette affirmation est fausse ». La réalité a effectivement largement démontré par la suite qu'une personne vaccinée pouvait non seulement transmettre le virus, mais également être contaminée. Les fondements de ce protocole sanitaire scolaire étaient donc très fragiles.
Lors de la même interview le 28 juillet 2021, M. Blanquer indique que 80 % des enseignants sont vaccinés. Le journaliste remet en doute ce chiffre car aucun moyen n’existe pour avoir cette information. Le ministre répond alors « on fait des enquêtes ministérielles [qui] ont le statut de ne pas être communicables. » Mais sur lesquelles M. Blanquer communique. L'origine de ce chiffre est toujours inconnue.
« Bien sûr que nous sommes prêts » pour la rentrée scolaire 2021, annonce M. Blanquer sur BFM TV, le 19 aout. Le même jour, trente-cinq médecins et scientifiques écrivent une tribune dans le quotidien Le Monde pour critiquer la non action du gouvernement concernant les écoles. Le lendemain sur France Info Mahmoud Zureik, professeur en épidémiologie et santé publique, co-signataire de la tribune, explique que M. Blanquer est dans un « déni de cette réalité », comme en mars 2021, et que le protocole proposé dans les écoles n’est pas adapté. Les médecins et scientifiques alarment sur plusieurs points de ce protocole : (1) la non reconnaissance que l’École est un vecteur important de contagion ; (2) la non installation de capteurs de CO2 ou de purificateurs d’air ; (3) la non prise de mesure concernant les cantines scolaires ; (4) la non définition objective et transparente des seuils d’application des quatre niveaux de protocole présentés pour la rentrée 2021 ; (5) la fermeture des classes au premier cas contact uniquement dans le primaire (et jamais au collège ni au lycée, dans les quatre niveaux du protocole ; mesure qui sera supprimée au début de la cinquième vague le 29 novembre 2021) ; (6) « le sport en intérieur, activité à haut risque de transmission, reste autorisé jusqu’au niveau 3 – qui correspond vraisemblablement à une circulation virale importante. » ; (7) « la distanciation continue d’être promue « lorsqu‘elle est matériellement possible », pendant que des pays comme l’Italie et l’Espagne réduisent les effectifs de leurs classes. » et (8) « l’absence d’une véritable stratégie de dépistage telle que recommandée par les différentes instances sanitaires internationales. » Conclusion de cette tribune « En France, après dix-huit mois de pandémie, l’école ne doit pas rester le talon d’Achille de la stratégie sanitaire. »
Le 20 aout 2021, le conseil scientifique installé par le gouvernement publie une « Note d’alerte » qui souligne également l’absence totale de critères pour appliquer l’un des quatre niveaux du protocole. Le conseil scientifique « regrette » l’absence de dépistage par tests salivaires dans le protocole, alors que des études montrent sa faisabilité pratique et son efficacité pour lutter contre la propagation en permettant de maintenir les classes ouvertes. En soulignant la transmission par aérosols en lieu clos, il revient enfin sur l’absence d’utilisation de capteurs de CO2 et de purificateurs d’air dans le protocole, ainsi que sur les risques associés aux cantines scolaires et au sport en intérieur, non pris en compte dans le protocole sanitaire de la rentrée 2021. Le 8 décembre 2021, devant la Commission des affaires sociales du Sénat, Jean-François Delfraissy, président du Conseil scientifique Covid, a rappelé (conformément à la note du 20 aout 2021) « on demande depuis longtemps un dépistage systématique des enfants. […] Pour l'instant l'éducation nationale souhaite rester à un dépistage sélectif ». Selon lui, cette préconisation du conseil scientifique n'a pas été appliquée « pour des raisons propres à l'éducation nationale ».

### Ibizagate
Début janvier 2022, dans une interview au quotidien Le Parisien, Jean-Michel Blanquer dévoile un nouveau protocole sanitaire,. L'annonce, faite la veille de la rentrée scolaire, suscite l'exaspération du corps enseignant. Le ministre invoque un aval tardif du Haut Conseil de la santé publique.
Le 18 janvier 2022, Médiapart révèle que c'est depuis l'île d'Ibiza que le ministre de l'Éducation nationale en exercice a répondu aux journalistes du Parisien. Une représentante du SNUIPP-FSU, premier syndicat du primaire, déclare la « perte de légitimité et de crédibilité » d'un ministre « plus digne de sa fonction ». La presse parle d'un « Ibizagate »,,. Le lendemain, Jean-Michel Blanquer dénonce une « polémique stérile » et s'explique devant les parlementaires de l'Assemblée nationale. Ces affirmations sont contredites par une enquête de France Inter. De plus, en pleine polémique, le ministre se marie avec la journaliste Anna Cabana trois jours avant l'article de Mediapart, ce qui jette également le trouble dans l'opinion publique.

### Ouverture des écoles et protocole sanitaire de janvier 2022
Deux nouvelles grèves sont annoncées pour les jeudi 20 et 27 janvier, après celle du 13 janvier, organisée à l'appel de tous les syndicats, suivie à 38,5 % dans les écoles, selon le ministère et 75 % selon le premier syndicat, pour protester contre le manque de masques FFP2 et capteurs de CO2, ainsi que « la surcharge de travail » causée par la gestion maladroite des cas contacts prévue dans le protocole annoncé début janvier puis rapidement amendé. Après celle du 13 janvier, le ministre a annoncé la commande de « 5 millions de masques FFP2 pour les écoles » alors qu'il y voyait la semaine précédente un « sujet polémique », et le recrutement de 3 300 contractuels pour remplacer les professeurs malades. Dès la mi-janvier, Le Figaro avait dénoncé les « erreurs de communication » du ministre, et les professeurs des décisions « de personnes déconnectées du terrain ».

### Polémique sur la création d'un emploi dédié à l’université Paris II Panthéon-Assas
Quelques jours après l'échec de Jean Michel Blanquer aux élections législatives de 2022, le président de l’université Paris II Panthéon-Assas Stéphane Braconnier annonce l'ouverture d'un poste pour l’ancien ministre, correspondant à une mutation depuis Paris 3, sur un emploi dédié et nouvellement créé,. L'information suscite un tollé, notamment, selon Le Monde, en raison du « calendrier extraordinairement accéléré » du recrutement, et du contournement des procédures normales de sélection. En réaction, et quatre jours après avoir affirmé que l'université avait été « saisie » de cette demande de poste, son président affirme dans un communiqué n'avoir reçu « aucune demande extérieure à l’université » et qu'« aucune création de poste ad hoc n’est prévue ». Mais selon Les Échos, Jean-Michel Blanquer est bien enseignant à Paris II à partir de la rentrée universitaire 2022.

## Résultats aux élections législatives
| Année | Parti | Parti    | Circonscription | 1er tour | 1er tour | 1er tour | Issue   |
| Année | Parti | Parti    | Circonscription | Voix     | %        | Rang     | Issue   |
| ----- | ----- | -------- | --------------- | -------- | -------- | -------- | ------- |
| 2022  |       | LREM (E) | 4e du Loiret    | 6 600    | 18,89    | 3e       | Éliminé |

## Publications
- (es) Avec Dario Fajardo, La descentralización en Colombia, estudios y propuestas, Ediciones IFEA/UNC, Bogotá, 1991[201].
- Michel Baroin, les secrets d'une influence. Plon, Paris, 1992.
- Avec Jérôme Cordelier, Le Sérail, histoire d'une promotion de l'ENA. Librairie académique Perrin, Paris, 1995. Il s'agit pour l'ENA de la promotion 1957-1959 « Vauban » d'où furent notamment issus Jacques Chirac, Bernard Stasi et Jacques Friedmann.
- Changer d'ère : progrès, déclin, transformation. Descartes & Cie, Paris, 1996.
- Dir. avec Christian Gros, La Colombie à l'aube du troisième millénaire, IHEAL, Paris, 1996.
- Dir. avec Olivier Beaud, La Responsabilité des gouvernants, Descartes & Cie, Paris, 1999.
- Avec Hélgio Trinidade Helgio, Les Défis de l'éducation en Amérique latine, IHEAL, Paris, 2000.
- Les Études de la documentation française : Amérique latine, 2002.
- Avec Isidoro Cheresky, De la ilusión reformista al descontento ciudadano: las elecciones en Argentina, 1999-2001, Homo Sapiens ediciones, Rosario IHEAL, Paris, Instituto de Investigaciones Gino Germani (Universidad de Buenos Aires, Facultad de Ciencias Sociales), 2003.
- Avec Hélène Quanquin, René Rémond, Willibald Sonnleitner et Christine Zumello, Voter dans les Amériques, 2005, 360 p.
- Avec Fernando Carrillo Flórez et Willibald Sonnleitner, Explorando los territorios del voto: hacia un atlas electoral de Centroamérica. CAUDAL, Guatemala, CEMCA, Mexico, 2006.
- L'école de la vie. Pour que chacun puisse réussir, Paris, Odile Jacob, 2014, 310 p.
- Avec Marc Milet, L'invention de l'État : Léon Duguit, Maurice Hauriou et la naissance du droit public moderne, Paris, Odile Jacob, 2015
- L'École de demain : Propositions pour une Éducation nationale rénovée, Paris, Odile Jacob, 2016, 152 p.
- La Colombie, PUF, coll. « Que sais-je ? », no 4091 paru le 16 août 2017.
- Construisons ensemble l'école de la confiance, Odile Jacob, 2018.
- Quelle école voulons-nous ? La passion du savoir, Jean-Michel Blanquer et Edgar Morin, Odile Jacob, 2020.
- École ouverte, Gallimard, 2021[202], vendu à 620 exemplaires entre le 6 septembre et le 26 octobre 2021, selon Le Canard enchaîné[203].
- La Citadelle : Au coeur du gouvernement, Albin Michel, 2024, 416 p. (ISBN 978-2226493699)[204]

## Distinctions

### Décorations
- Officier de la Légion d'honneur par décret du 13 juillet 2022[205], chevalier le 22 avril 2011[206]
- Chevalier de l'ordre national du Mérite (2008), en tant que recteur d'académie[207]
- Commandeur de l'ordre des Palmes académiques (2012), en tant que directeur général de l'enseignement scolaire au ministère de l'Éducation nationale[208],[209]
- Grand-croix de l'ordre de San Carlos (Colombie, 2019)[210]

### Prix
- Prix de la Société de géographie (1992)[3]